# Gråfisker
Gråfiskeren (Ceryle rudis) er en skrigefugl. Den når en længde på 25 cm og vejer 90 g. Fuglen lever i Afrika syd for Sahara og det sydlige Asien fra Tyrkiet til Kina. Fjerdragten er sort- og hvidbroget.